# Paola Picotti
Paola Picotti és una biòloga italiana professora de biologia molecular de sistemes a l'Escola Federal Politècnica de Zúric (ETH Zürich), subdirectora de l'Institut de Biologia Molecular de Sistemes de la mateixa universitat, i membre electa de l'Organització Europea de Biologia Molecular (EMBO) i de l'Acadèmia Alemanya de Ciències Naturals Leopoldina.
Picotti, doctora en Biotecnologia per la Universitat de Pàdua, és coneguda per les seves investigacions en proteòmica i pel desenvolupament de tècniques d'espectrometria de masses per la quantificació de proteïnes i l'estudi dels canvis conformacionals de les proteïnes i el seu impacte en l'estat cel·lular. La seva activitat investigadora ha estat reconeguda amb diversos premis internacionals de gran prestigi com ara el Premi Rössler de l'ETH Zürich o la Medalla d'Or de l'Organització Europea de Biologia Molecular (EMBO).

## Premis i honors
- Premi Robert J. Cotter de l'Organització del Proteoma Humà (HuPO) (2016).[8]
- Premi Friedrich-Miescher de la Societat Suïssa de Biociències Moleculars i Cel·lulars (2017).[9]
- Premi Juan Pablo Albar Proteome Pioneer Award de l'Associació Europea de Proteòmica (EuPA) (2018).[10]
- Medalla d'Or EMBO (2019).[7]
- Premi Rössler (2020).[6]
- Premi Award for Distinguished Achievement in Proteomic Sciences de l'Organització del Proteoma Humà (HuPO).[11]